# Стефан (Сулык)
Стефан Су́лык (укр. Стефан Сулик, англ. Stephen Sulyk; 2 октября 1924, Бальница, Польская Республика — 6 апреля 2020, Филадельфия, США) — архиепископ филадельфийский с 29 декабря 1980 года по 29 ноября 2000 года.

## Биография
Стефан Сулык родился 2 октября 1924 года на Лемковщине в Польше (сегодня — Подкарпатское воеводство). В 1944 года семья Стефана Сулыка эмигрировала в Германию. До 1948 года обучался в грекокатолической семинарии Святого Духа в Германии. В 1948 году вместе с семьёй перебрался в США, где вскоре стал изучать богословие в Католическом университете в Вашингтоне. После окончания обучения получил научную степень лицензиата по богословию. 14 июня 1952 года Стефан Сулык был рукоположён в священника архиепископом Константином Богачевским, после чего служил в различных грекокатолических приходах в США.
29 декабря 1980 года Римский папа Иоанн Павел II назначил Стефан Сулыка архиепископом филадельфийским. 1 марта 1981 года Стефан Сулык был рукоположён в епископа митрополитом Галицким Иосифом Слипым в сослужении с стемфордским епископом Василием Лостеном и епископом эдмонтским Нилом Савариным.
29 ноября 2000 года Стефан Сулык вышел на пенсию.
Cкончался 6 апреля 2020 года в США, будучи старейшим епископом Украинской греко-католической церкви